# Lago Baringo
El lago Baringo es un pequeño lago africano localizado en el centro de Kenia, en la provincia del Valle del Rift. Después del lago Turkana, el más septentrional de los lagos kenianos del grupo de lagos del Gran Valle del Rift, con una superficie de unos 130 km² y una elevación de unos 970 m. El lago es alimentado por varios ríos, como el Molo, Perkerra y Ol Arabel, y no tiene ningún emisario aparente; las aguas se supone que se filtran a través de los sedimentos del lago en la roca volcánica fallada. Es uno de los dos lagos de agua dulce en el valle del Rift en Kenia, siendo el otro el lago Naivasha.
Se encuentra apartado de los caminos, en un ambiente caluroso y polvoriento y cuenta con más de 470 especies de aves registradas, ocasionalmente incluso con migración de flamencos. Hay un criadero de garzas Goliath situado en un islote rocoso en el lago conocido como Gibraltar.
El nombre del lago proviene de la palabra Mparingo, que en la lengua de los nativos Il Chamus significa algo así como lago, siendo un caso claro de tautopónimo.

## Descripción

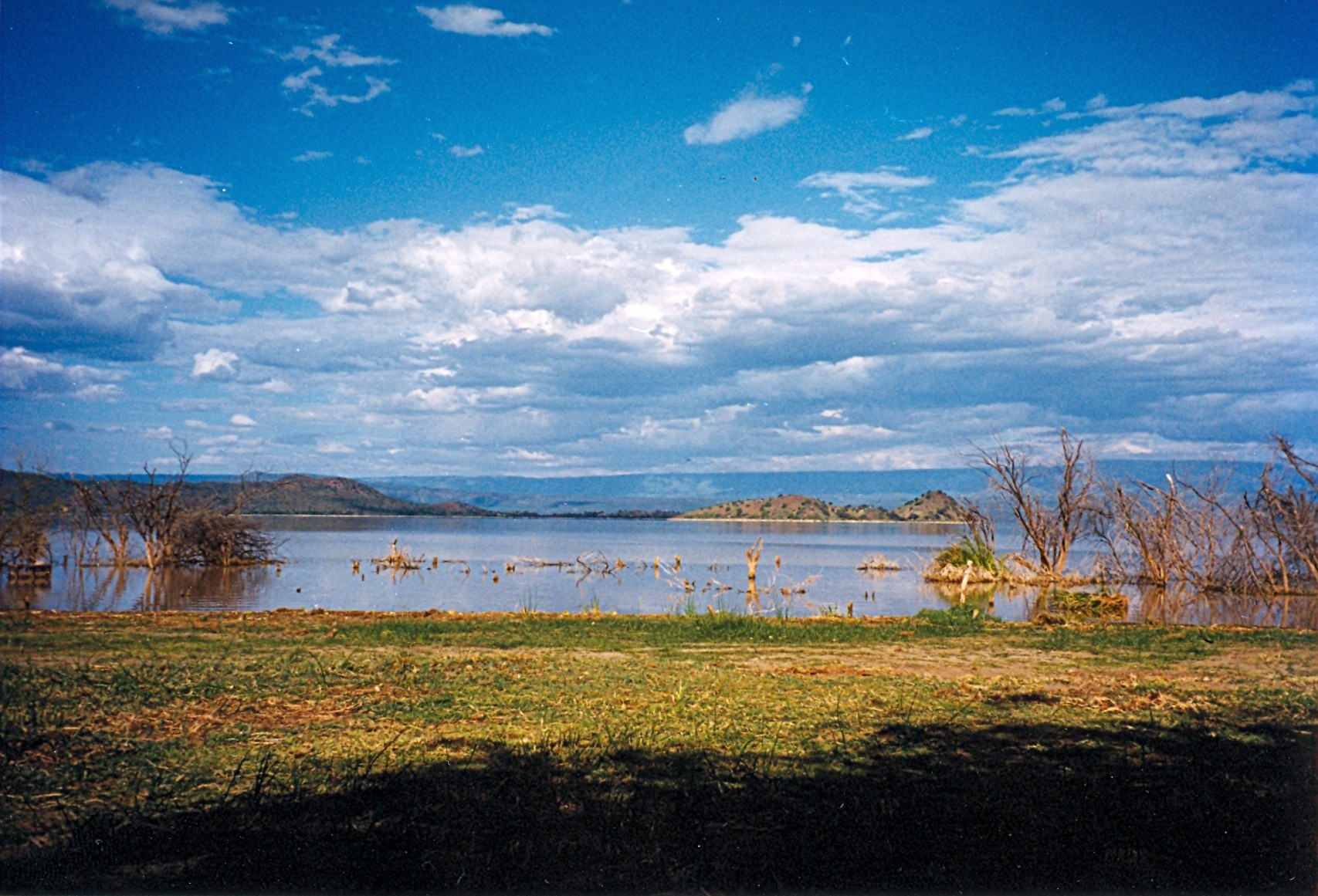
Otra vista del lago

El lago se encuentra en su totalidad en el condado de Baringo de la antigua provincia del Valle del Rift, a unos 285 km al norte-noroeste de la capital nacional Nairobi. El lago es parte del sistema del Rift de África Oriental. El macizo de Tugen, un elevado bloque de falla de rocas volcánicas y metamórficas, se encuentra al oeste del lago y la escarpa de Laikipia se encuentra al este. El agua fluye hacia el lago desde la escarpa de Mau y de las colinas Tugen.
El lago tiene varias islas pequeñas, siendo la mayor la isla Kokwe Ol. Kokwe Ol, un centro volcánico extinto relacionado con el volcán Korosi, localizado al norte del lago, tiene varias fuentes termales y fumarolas, algunas de ellas con depósitos precipitados de azufre. Hay un grupo de fuentes termales a lo largo de la costa en Soro, cerca de la esquina noreste de la isla.
La principal ciudad cerca del lago es Marigat, además de algunos asentamientos más pequeños como Kampi ya Samaki y Loruk. La zona es cada vez más visitada por los turistas y está situada en el extremo sur de una región keniana habitada principalmente por pastores de grupos étnicos como los il chamus, rendille, turkana y kalenjin. El alojamiento (hoteles, casas de campo con cocina y camping), así como servicios de paseos en bote están disponibles en, y cerca de, Kampi-Ya-Samaki, en la orilla occidental, así como en varias de las islas en el lago.
Las tasas de evaporación del lago son de 1.650 a 2.300 mm/año y las tasas de precipitación de 450 a 900 mm/año, así que, como todos los lagos del Rift de África Oriental, el balance hidrológico es extremadamente negativo. El déficit de precipitaciones, sin embargo, es similar al de la cuenca del Naivasha, y es compensado por la afluencia de aguas procedentes de las precipitaciones de un área de influencia de gran tamaño (6820 km²), con zonas de precipitaciones que van de los 1.100 hasta los 2.700 mm/año. Así, el lago Baringo, como el lago Naivasha, es un lago de agua dulce en el que se producen muchos peces que sirven de alimento para muchas aves.

## Flora y fauna
Se trata de un hábitat crítico y refugio de más de 500 especies de aves y fauna, algunas de ellas especies de aves acuáticas migratorias significativas tanto a nivel regional como a nivel mundial. El lago también provee un hábitat invaluable para siete especies de peces de agua dulce, siendo la tilapia del Nilo, Oreochromis niloticus baringoensis), endémico del lago. También el área es un hábitat para muchas especies de animales, incluyendo el hipopótamo (Hippopotamus amphibius), cocodrilos (Crocodylus niloticus) y muchos otros mamíferos, anfibios, reptiles y comunidades de invertebrados. Es además un lago de pesca importante para el desarrollo social y económico local.
Aunque las cantidades de tilapia del Nilo en el lago están ahora bajas, el declive de esta especie se ha reflejado en el éxito de otra, el Lungfish africano, que fue introducida en el lago en 1974 y que ahora proporciona la mayor parte de la producción pesquera. Los niveles de agua se han reducido por las sequías y el exceso de riego. El lago es normalmente turbio, con sedimentos, en parte debido a la intensa erosión del suelo en su cuenca, especialmente en la llanura Loboi, al sur del lago.
El lago fue declarado sitio Ramsar el 10 de enero de 2002 (n.º ref. 1159), con un área protegida de 31.469 ha, siendo el cuarto Ramsar declarado en Kenia.

## Historia
En las proximidades del lago hay varios sitios arqueológicos y paleontológicos importantes, en algunos de los cuales se han acumulado fósiles de hominoides y homínidos, estando presentes en secuencias sedimentarias del Mioceno hasta el Pleistoceno en las colinas de Tugen.
Es probable que el primer europeo que viese el lago fuese Joseph Thomson en 1883. La expedición del conde Sámuel Teleki y Ludwig von Höhnel lo visitó en 1887. En 1893 el geólogo John Walter Gregory realizó una expedición a Baringo.